# Callicarpa wrightii
Callicarpa wrightii là một loài thực vật có hoa trong họ Hoa môi. Loài này được Britton & P.Wilson mô tả khoa học đầu tiên năm 1920.